# 維濟爾卡
46°41′12″N 31°0′9″E / 46.68667°N 31.00250°E
維濟爾卡（烏克蘭語：Визирка）是位於烏克蘭西南部的村莊，由敖德萨州敖德萨区的維濟爾卡市鎮負責管轄。並為該市鎮的行政中心。該村始建於1884年，面積2.84平方公里，海拔高度31米，2024年人口1,175，人口密度每平方公里413.73人。